# Gloom (мини-альбом)
Gloom — третий мини-альбом американской метал-группы Job for a Cowboy, изданный 7 июня 2011 года. Записан при участии продюсера Джейсона Сьюкофа и выпущен лейблом Metal Blade в количестве 2,500 экземпляров. Также доступен для цифрового скачивания. Альбом является первым для текущего состава группы, куда вошли Тони Санникандро и Ник Шенджелос.

## Об альбоме
В январе 2011 года Джонни Дэйви в одном из интервью заявил, что у группы накопилось определенное количество материала, в связи с чем обсуждается возможность его записи в качестве EP, и в феврале он был записан на студии Audiohammer Studios в Санфорде, Флорида. Незадолго до этого в составе группы произошли очередные изменения - её покинул гитарист Бобби Томпсон и басист Брент Риггс, взамен них были приняты соответственно Тони Санникандро и Ник Шенджелос. Ещё до своего ухода Риггс записал некоторые партии бас-гитары для "Gloom", однако сменивший его Шенджелос сочинил собственные партии, которые и были включены в EP.
Барабанщик Джон Райс прокомментировал причину появления альбома, сказав, что "за последние 6 месяцев наш состав претерпел довольно много изменений, поэтому захотелось отправиться в студию и посмотреть, как мы сработаемся с точки зрения музыки". По первоначальным задумкам "Gloom" должен был быть немного медленнее, однако в ходе записи было решено увеличить темп песен, что сделало их одними из самых быстрых в дискографии Job for a Cowboy.
12 апреля появилось видео, на котором Джон Райс в студии исполняет свою партию для песни "Signature of Starving Power". Вскоре эта композиция была включена в концертный сет-лист группы, другие же композиции альбома пока вживую пока не исполнялись.
6 мая песня "Misery Reformatory" стала доступной для бесплатного прослушивания.
На "Gloom" вошли все песни, записанные во время февральской сессии, поэтому никакого неизданного материала с неё на следующем альбоме не окажется.

## Распространение
Небольшой тираж в 2,500 экземпляров Джонни Дэйви объяснил тем, что музыку группы многие просто незаконно скачивают с интернета, поэтому было решено ограничить количество дисков для того, чтобы таким образом отблагодарить поклонников Job for a Cowboy, предоставив им по-настоящему особенную и редкую вещь. Вскоре тираж был допечатан. В то же время "Gloom" доступен для скачивания путём приобретения его цифровой копии через интернет.

## Отзывы
"Gloom" получил преимущественно положительные оценки. Ряд критиков отметили существенный прогресс в их стиле музыки, который уже не имеет ничего общего с дэткором. Сайт metalsucks.net написал, что "эти четыре песни - лучшие из когда-либо сочинённых или записанных ими", а также подчеркнул, что "переход из дэткор-группы непосредственно в дэт-металическую теперь завершен".
Джей Браун в отзыве на сайте ultimate-guitar.com также похвалил альбом и убедился в том, что группа движется в правильном направлении, особо отметив впечатлющий вокал Дэви и соло-партии. По мнению Брауна, музыкантам сильно пригодился продюсерский опыт Джейсона Сьюкофа, в частности, его работа с известной группой The Black Dahlia Murder. Почти того же мнения придерживается Джордан Мансон, критик сайта underthegunreview.net. Он назвал "Gloom" альбомом без слабых мест и поставил 9 баллов из 10, указав в числе достоинств сильный вокал и "выдающуюся гитарную работу".
Портал metalunderground.com, рассказывая об эволюции музыки Job for a Cowboy, пришёл к выводу о том, что стиль группы в данный момент приблизился к мелодичному дэт-металу, чему поспособствовало влияние The Black Dahlia Murder и Hypocrisy. Сходство с другими металическими группами, такими как Cannibal Corpse и Suffocation, было отмечено в рецензии сайта metal-army.com, в которой также упомянуты риффы и соло в качестве главных достоинств. Отдельной похвалы удостоился Джон Райс, чьё "чувство темпа и способность играть полиритмы ставит его в ряд лучших представителей жанра".
Среди недостатков критики выделили небольшую длительность «Gloom» (15 с половиной минут), что связано с его форматом мини-альбома. Учитывая высокое качество песен, их слишком мало. По мнению ряда рецензентов, участники Job for a Cowboy смогут закрепить свой статус первоклассного дэт-металического коллектива только после того, как запишут новый полноформатный альбом с песнями в стиле "Gloom".

## Список композиций
Слова и музыка всех песен — Job for a Cowboy.
| №  | Название                      | Длительность |
| -- | ----------------------------- | ------------ |
| 1. | «Misery Reformatory»          | 3:54         |
| 2. | «Plastic Idols»               | 4:44         |
| 3. | «Execution Parade»            | 3:04         |
| 4. | «Signature of Starving Power» | 3:45         |

## Участники записи
- Джон Райс - ударные
- Джонни Дэйви - вокал
- Эл Глассман - гитара
- Тони Санникандро - гитара, бэк-вокал
- Ник Шенджелос - бас-гитара